# Questo pazzo sentimento
Questo pazzo sentimento (titolo originale: That Old Feeling) è un film commedia sentimentale del 1997 di produzione statunitense.
Diretto da Carl Reiner, è stato sceneggiato da Leslie Dixon e interpretato, fra gli altri,  da Bette Midler e Dennis Farina, impegnati nei ruoli principali.
Le riprese del film si svolsero dal 21 aprile 1996 al 28 giugno 1996.
Per girare il film sono state usate diverse location fra Stati Uniti e Canada, fra cui:  Campeau Mansion, Toronto, Ontario; Manhattan, New York; Gramercy Park, Manhattan; Holy Trinity Anglican Church, Toronto; Little Italy, Manhattan; Niagara-on-the-Lake, Ontario; Royal York Hotel, Toronto.

## Soggetto
La vicenda di questa commedia romantica che sfrutta il gioco degli equivoci ruota intorno alla figura di Molly De Mora (Paula Marshall) la quale invita i suoi genitori (Bette Midler, che impersona il ruolo di un'attrice, e Dennis Farina, uno scrittore di successo), da tempo divorziati e nel frattempo risposatisi, alle proprie nozze.
Al ricevimento i due ex-coniugi si incontrano per la prima volta dopo una dozzina d'anni ma, come se il tempo non fosse trascorso, iniziano subito a litigare. Tuttavia nei giorni che seguono hanno un ritorno di fiamma che li porta ad attuare una sorta di fuga d'amore per una nuova luna di miele, che mette a repentaglio le rispettive unioni con i nuovi coniugi.
Se la tresca amorosa fosse resa pubblica, lo scandalo sarebbe totale soprattutto in considerazione del fatto che il marito di Molly, Keith, un "ricco e benpensante yuppie repubblicano", conta di presentarsi alle elezioni al Congresso degli Stati Uniti d'America.
A complicare le cose sopraggiungono i dubbi della sposina Molly, riguardo alle qualità morali del marito. Molly preferirà al neoconsorte il più sincero e disinteressato paparazzo Joey, interpretato da Danny Nucci, che nel medesimo anno apparve a fianco di Leonardo DiCaprio nel film Titanic. Da notare che l'attore Danny Nucci e Paula Marshall, che impersona Molly, sono realmente sposati nella vita.

## Critica
Secondo Il Morandini, "la commedia è di maniera", oscillando tra la commedia folle e quella sofisticata, "ma non priva di unghiate graffianti sull'attuale borghesia nordamericana medio-alta". Una parola di favore va però a Bette Midler (definita dal dizionario rincalzo storico di Barbra Streisand), qui ritenuta "in gran forma" come attrice comica e brava anche nei numeri in cui si esibisce come cantante.